# Erhvervspartiet
Erhvervspartiet var ett politiskt parti i Danmark mellan 1918 och 1924. Det hade sin bas bland småföretagarna och grundades på grund av motstånd mot restriktionspolitiken under första världskriget. Det kom att efterhand att uppstå splittiringar mellan liberalt övertygade handlare och hantverkare som önskade ett visst fackligt skydd. Denna splittring kom att medföra att partiet förlorade alla sina mandat vid folketingsvalet 1924.